# Baroda (ciutat)
Baroda o Vadodara (Gujarati વડોદરા, marathi: बडौदे) és la tercera ciutat de Gujarat, capital del districte de Baroda o Vadodara, i una de les quatre ciutats de més d'un milió d'habitants (les altres són Ahmedabad, Surat i Rajkot) coneguda com a Sayaji Nagari (Ciutat de Sayaji pel seu maharaja Sayaji Rao III Gaikwar) o Sanskari Nagari (Ciutat de la cultura, per ser capital cultural del Gujarat). Fou capital del principat de Baroda i està situada a la riba del Vishwamitri, al sud-oest d'Ahmedabad. Està ubicada a 22° 18′ N, 73° 11′ E / 22.30°N,73.19°E i té (estimació del 2007) una població d'1.641.566 habitants. La ciutat disposa d'un aeroport (Aeroport de Vadodara, codi IATA: BDQ).

## Població
- 1961: 298.398
- 1971: 467.487
- 1981: 734.473
- 1991: 1.031.346
- 2001: 1.306.035

## Història
Fa dos mil anys existia una vila de nom Ankottak (moderna Akota); vers el 600 unes inundacions van obligar els habitants de Ankottak a desplaçar-se una mica a l'est al lloc que es va dir Vatpatrak, després Vadapadraka com apareix esmentada el 812 quan estava unida a Ankottak; al segle X Vadapadraka va substituir Ankottat com a vila principal. Va portar el nom de Chandanavati del seu governant el raja Chandan de la tribu Dor dels rajputs que la va arrabassar als jainistes. També va portar el nom de Virakshetra o Viravati (Terra de guerrers) i finalment Vadpatraka o Vadodará. Fou regida per reis hindús de la dinastia Chalukya i la dinastia rajput Solanki fins al 1297. En aquest any va passar al sultanat de Delhi i d'aquest a l'Imperi Mogol fins a la conquesta maratha al segle XVII. Els anglesos l'anomenaven Brodera del que va derivar Baroda. Vegeu Baroda. El principat maratha va ingressar a l'Índia el 1947 i fou unida a l'estat de Bombai fins al 1960 quan es va formar l'estat de Gujarat. El 1974 va adoptar oficialment el nom de Vadodara. El 26 de gener de 2001 va patir un greu terratrèmol.

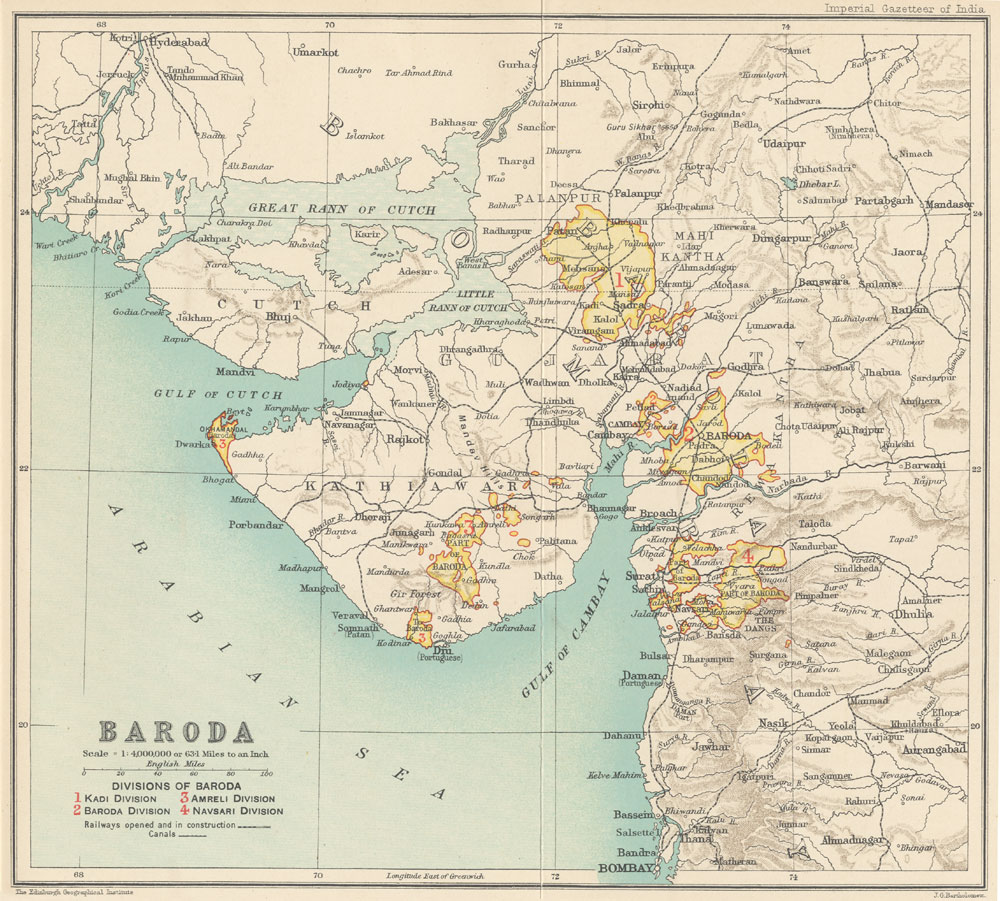
Baroda el 1909

Bandera del maharaja

## Llocs d'interès
- Ciutat vella fortificada
- Palau Laxmi Vilas
- Nyay Mandir
- Universitat Maharaja Sayajirao University
- Museu Maharaja Fateh Singh
- Museu i galeria de pintura de Baroda

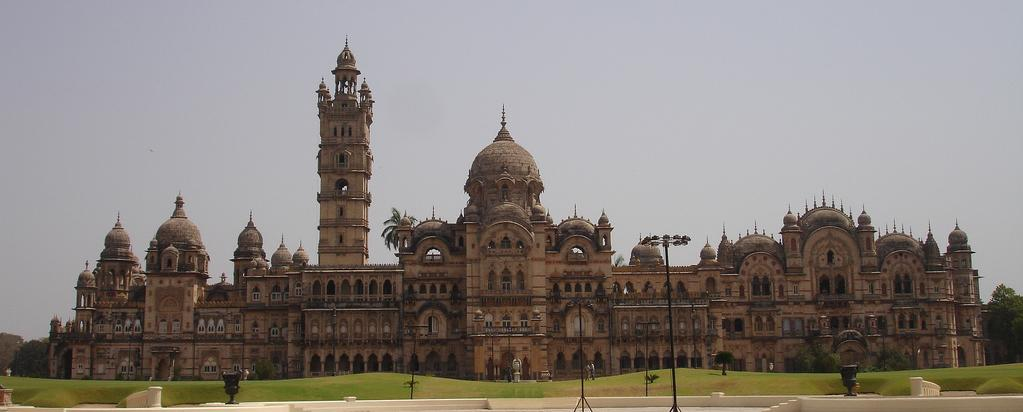
Palau Laxmi Vilas

- Palau Nazarbaug
- Palau Makarpura
- Palau Pratap Vilas
- Kirti Stambh
- Kirti Mandir
- Nyay Mandir
- Mandvi
- Mercat Khanderao
- Aurobindo Ashram
- Temple Dakshinamurty
- Hazira Maqbara
- Tambekarwada
- Kala Ghoda
- Juni Kothi
- Kala Bhavan
- Palau Motibaug
- LLac Sursagar
- Sayaji Baug
- Jubilee Baug
- Lal Baug
- Sardar Baug
- Diversos malls